# Aechmea vallerandii
Aechmea vallerandii är en gräsväxtart som först beskrevs av Élie Abel Carrière, och fick sitt nu gällande namn av Erhardt, Götz och Seybold. Aechmea vallerandii ingår i släktet Aechmea och familjen Bromeliaceae. Inga underarter finns listade i Catalogue of Life.